# Маркус Вілліс
Маркус Вілліс (англ. Marcus Willis; нар. 9 жовтня 1990) — колишній британський тенісист.
Найвищу одиночну позицію світового рейтингу — 322 місце досяг 16 червня 2014, парну — 209 місце — 13 листопада 2017 року.
Найвищим досягненням на турнірах Великого шолома було 3 коло в парному розряді.
Завершив кар'єру 2021 року.

## Досягнення
| W | Ф | ПФ | ЧФ | #Р | КТ | К# | DNQ | A | NH |

### Одиночний розряд
| Турнір                  | 2008 | 2009 | 2010 | 2011 | 2012 | 2013 | 2014 | 2015 | 2016 | 2017 | 2018 | В-П |
| ----------------------- | ---- | ---- | ---- | ---- | ---- | ---- | ---- | ---- | ---- | ---- | ---- | --- |
| Турніри Великого шолома |      |      |      |      |      |      |      |      |      |      |      |     |
| Вімблдонський турнір    |      | К2р  |      |      |      |      | К1р  |      | 2р   | К3р  |      | 1–1 |
| Загальна статистика     |      |      |      |      |      |      |      |      |      |      |      |     |
| Разом виграшів–поразок  | 0–0  | 0–0  | 0–0  | 0–0  | 0–0  | 0–0  | 0–0  | 0–0  | 1–1  | 0–0  | 0–0  | 1–1 |
| Рейтинг на кінець року  | 965  | 606  | 609  | 729  | 962  | 350  | 365  | 474  | 441  | 598  | –    |     |

### Парний розряд
| Турнір                  | 2008 | 2009 | 2010 | 2011 | 2012 | 2013 | 2014 | 2015 | 2016 | 2017 | 2018 | 2019 | 2020 | 2021 | 2022 | 2023 | В-П |
| ----------------------- | ---- | ---- | ---- | ---- | ---- | ---- | ---- | ---- | ---- | ---- | ---- | ---- | ---- | ---- | ---- | ---- | --- |
| Турніри Великого шолома |      |      |      |      |      |      |      |      |      |      |      |      |      |      |      |      |     |
| Вімблдонський турнір    | К1р  | К1р  | К1р  |      |      |      | К1р  |      |      | 3р   | К1р  |      | NH   |      |      |      | 2–1 |
| Загальна статистика     |      |      |      |      |      |      |      |      |      |      |      |      |      |      |      |      |     |
| Разом виграшів–поразок  | 0–0  | 0–0  | 0–0  | 0–0  | 0–0  | 0–0  | 0–0  | 0–0  | 0–0  | 2–1  | 0–0  | 0–0  | 0–0  | 0–0  | 0–0  | 0–0  | 2–1 |
| Рейтинг на кінець року  | –    | 378  | 489  | 617  | 898  | 325  | 251  | 432  | 1052 | 230  | 750  | –    | 1367 | 1470 | 446  |      |     |

## Фінали туру ATP

### Парний розряд:  1 (1 поразка)
| Легенда          |
| ---------------- |
| Grand Slam (0–0) |
| ATP 1000 (0–0)   |
| ATP 500 (0–0)    |
| ATP 250 (0–1)    |

| Фінали за покриттям |
| ------------------- |
| Тверде (0–0)        |
| Ґрунт (0–1)         |
| Трава (0–0)         |

| Результат | В-П | Дата     | Турнір                                          | Категорія | Покриття | Партнер      | Опоненти                    | Рахунок       |
| --------- | --- | -------- | ----------------------------------------------- | --------- | -------- | ------------ | --------------------------- | ------------- |
| Поразка   | 0–1 | Лип 2025 | Відкритий чемпіонат Хорватії з тенісу, Хорватія | ATP 250   | Ґрунт    | Patrik Trhac | Ромен Арнеодо Мануель Гінар | 5–7, 6–7(2–7) |

## Фінали ATP Челленджер і ITF Ф'ючерс/Світового тенісного туру

### Одиночний розряд: 16 (9–7)
| Легенда                  |
| ------------------------ |
| Тур ATP Челленджер (0–0) |
| Тур ITF Ф'ючерс (9–7)    |

| Фінали за покриттям |
| ------------------- |
| Тверде (7–7)        |
| Ґрунт (1–0)         |
| Трава (1–0)         |

| Результат | В-П | Дата     | Турнір                         | Рівень  | Покриття   | Суперник            | Рахунок                    |
| --------- | --- | -------- | ------------------------------ | ------- | ---------- | ------------------- | -------------------------- |
| Поразка   | 0–1 | Жов 2008 | Велика Британія F16, Глазго    | Ф'ючерс | Тверде (i) | Ден Еванс           | 2–6, 1–3 ret.              |
| Перемога  | 1–1 | Січ 2013 | Велика Британія F1, Глазго     | Ф'ючерс | Тверде (i) | Джошуа Гудолл       | 6–4, 6–4                   |
| Поразка   | 1–2 | Бер 2013 | Велика Британія F6, Шрусбері   | Ф'ючерс | Тверде (i) | Ден Еванс           | 6–7(3–7), 6–7(1–7)         |
| Перемога  | 2–2 | Лип 2013 | Велика Британія F14, Філікстоу | Ф'ючерс | Трава      | Ніл Поффлі          | 6–2, 6–4                   |
| Поразка   | 2–3 | Сер 2013 | Велика Британія F17, Рексем    | Ф'ючерс | Тверде     | Деніел Кокс         | 2–6, 3–6                   |
| Поразка   | 2–4 | Вер 2013 | Кувейт F2, Mishref             | Ф'ючерс | Тверде     | Іво Клець           | 6–3, 1–6, 4–6              |
| Перемога  | 3–4 | Жов 2013 | Кувейт F3, Mishref             | Ф'ючерс | Тверде     | Так Хунн Ванґ       | 6–3, 6–2                   |
| Поразка   | 3–5 | Бер 2014 | Таїланд F3, Nonthaburi         | Ф'ючерс | Тверде     | Чон Хьон            | 2–6, 4–6                   |
| Перемога  | 4–5 | Бер 2014 | Велика Британія F8, Тіптон     | Ф'ючерс | Тверде (i) | Сем Беррі           | 7–6(7–4), 6–4              |
| Перемога  | 5–5 | Тра 2014 | Велика Британія F10, Единбург  | Ф'ючерс | Ґрунт      | Ніл Поффлі          | 6–1, 6–3                   |
| Поразка   | 5–6 | Вер 2014 | Велика Британія F15, Лондон    | Ф'ючерс | Тверде     | Фредерік Нільсен    | 6–2, 4–6, 4–6              |
| Перемога  | 6–6 | Вер 2014 | Іспанія F27, Мадрид            | Ф'ючерс | Тверде     | Мік Лескюр          | 6–3, 6–2                   |
| Перемога  | 7–6 | Тра 2015 | Іспанія F11, Мостолес          | Ф'ючерс | Тверде     | Хорхе Ернандо Руано | 6–7(14–16), 6–3, 7–6(10–8) |
| Перемога  | 8–6 | Тра 2015 | Єгипет F20, Шарм-еш-Шейх       | Ф'ючерс | Тверде     | Жульєн Дюбель       | 7–5, 6–7(8–10), 7–5        |
| Перемога  | 9–6 | Лис 2016 | Кувейт F3, Mishref             | Ф'ючерс | Тверде     | Даніель Альтмаєр    | 6–3, 7–6(10–8)             |
| Поразка   | 9–7 | Лют 2017 | Велика Британія F3, Шрюсбері   | Ф'ючерс | Тверде (i) | Оскар Отте          | 5–7, 6–7(4–7)              |

### Парний розряд: 57 (35–22)
| Легенда                               |
| ------------------------------------- |
| Тур ATP Челленджер (0–1)              |
| ITF Ф'ючерс/World Tennis Tour (35–21) |

| Фінали за покриттям |
| ------------------- |
| Тверде (25–18)      |
| Ґрунт (6–3)         |
| Трава (2–1)         |
| Килим (2–0)         |

| Результат | В-П   | Дата     | Турнір                                | Рівень       | Покриття   | Партнер                | Суперники                               | Рахунок                      |
| --------- | ----- | -------- | ------------------------------------- | ------------ | ---------- | ---------------------- | --------------------------------------- | ---------------------------- |
| Поразка   | 0–1   | Лют 2009 | Франція F2, Фешероль                  | Ф'ючерс      | Тверде (i) | Ден Еванс              | Олів'є Шарруен Ніколя Турт              | 3–6, 4–6                     |
| Перемога  | 1–1   | Тра 2009 | Велика Британія F6, Единбург          | Ф'ючерс      | Ґрунт      | Денієл Сметгерст       | Річард Ґабб Ешлі Г'юїтт                 | 6–7(3–7), 6–3, [14–12]       |
| Поразка   | 1–2   | Лип 2009 | Велика Британія F9, Фрінтон           | Ф'ючерс      | Трава      | Ніл Поффлі             | Трістан Фаррон-Магон Колін О'Браєн      | 7–6(7–5), 6–7(3–7), [6–10]   |
| Поразка   | 1–3   | Сер 2009 | Бельгія F2, Коксейде                  | Ф'ючерс      | Ґрунт      | Александер Ворд        | Рабіє Чакі Фредерік де Фе               | 3–6, 2–6                     |
| Перемога  | 2–3   | Вер 2009 | Італія F28, Порто-Торрес              | Ф'ючерс      | Тверде     | Вашек Поспішил         | Алессандро Джаннессі Франческо Піккарі  | 4–6, 6–3, [10–8]             |
| Поразка   | 2–4   | Вер 2009 | Італія F29, Альгеро                   | Ф'ючерс      | Тверде     | Вашек Поспішил         | Федеріко Гайо Алессандро Джаннессі      | 2–6, 5–7                     |
| Поразка   | 2–5   | Тра 2010 | Велика Британія F6, Единбург          | Ф'ючерс      | Ґрунт      | Баррі Кінґ             | Джеймс Класкі Колін О'Браєн             | 3–6, 3–6                     |
| Поразка   | 2–6   | Тра 2010 | Велика Британія F7, Ньюкасл-апон-Тайн | Ф'ючерс      | Ґрунт      | Маніел Бейнс           | Ігнасіо Коль Рюдаветс Герард Гранольєрс | 1–6, 4–6                     |
| Поразка   | 2–7   | Вер 2010 | Велика Британія F14, Ноттінгем        | Ф'ючерс      | Тверде     | Шон Торнлі             | Льюїс Бартон Ден Еванс                  | 5–7, 6–1, [11–13]            |
| Перемога  | 3–7   | Жов 2010 | Греція F3, Іракліон                   | Ф'ючерс      | Килим      | Деніел Глансі          | Сем Беррі Колін О'Браєн                 | 7–5, 5–7, [10–8]             |
| Поразка   | 3–8   | Бер 2011 | Велика Британія F3, Тіптон            | Ф'ючерс      | Тверде (i) | Майлс Баґбі            | Кріс Ітон Джошуа Гудолл                 | 2–6, 2–6                     |
| Перемога  | 4–8   | Вер 2011 | Велика Британія F14, Рогемптон        | Ф'ючерс      | Тверде     | Джошуа Гудолл          | Льюїс Бартон Джеймс Марсалек            | 6–3, 5–7, [10–5]             |
| Перемога  | 5–8   | Вер 2011 | Велика Британія F15, Ноттінгем        | Ф'ючерс      | Тверде     | Джошуа Гудолл          | Девід Райс Шон Торнлі                   | 6–4, 7–6(8–6)                |
| Перемога  | 6–8   | Лип 2012 | Велика Британія F9, Манчестер         | Ф'ючерс      | Трава      | Джошуа Гудолл          | Том Берн Ден Еванс                      | 6–2, 7–6(7–3)                |
| Перемога  | 7–8   | Тра 2013 | Велика Британія F10, Единбург         | Ф'ючерс      | Ґрунт      | Меттью Шорт            | Річард Ґабб Джонні О'Мара               | 4–6, 6–4, [10–8]             |
| Перемога  | 8–8   | Сер 2013 | Велика Британія F17, Рексем           | Ф'ючерс      | Тверде     | Джордж Купленд         | Лієм Броді Джошуа Ворд-Гібберт          | 7–6(8–6), 6–3                |
| Перемога  | 9–8   | Вер 2013 | Велика Британія F18, Шеффілд          | Ф'ючерс      | Тверде     | Льюїс Бартон           | Річард Блумфілд Деніел Кокс             | 6–1, 6–1                     |
| Перемога  | 10–8  | Вер 2013 | Велика Британія F19, Рогемптон        | Ф'ючерс      | Тверде     | Льюїс Бартон           | Едвард Коррі Джошуа Ворд-Гібберт        | 4–6, 6–4, [10–8]             |
| Перемога  | 11–8  | Вер 2013 | Кувейт F1, Mishref                    | Ф'ючерс      | Тверде     | Льюїс Бартон           | Патрік Девідсон Сакет Мінені            | 6–4, 7–5                     |
| Поразка   | 11–9  | Вер 2013 | Кувейт F2, Mishref                    | Ф'ючерс      | Тверде     | Льюїс Бартон           | Руан Рулофсе Так Хунн Ванґ              | 6–4, 3–6, [6–10]             |
| Перемога  | 12–9  | Жов 2013 | Кувейт F3, Mishref                    | Ф'ючерс      | Тверде     | Льюїс Бартон           | Томас Стацберґер Зам Вайсборн           | 6–2, 6–2                     |
| Перемога  | 13–9  | Жов 2013 | Велика Британія F22, Тіптон           | Ф'ючерс      | Тверде (i) | Льюїс Бартон           | Ґрем Дайс Калум Джі                     | 7–6(7–0), 6–2                |
| Перемога  | 14–9  | Лис 2013 | Греція F20, Ретимно                   | Ф'ючерс      | Тверде     | Льюїс Бартон           | Нікола Чачиц Александрос Якуповіч       | 6–4, 7–6(7–5)                |
| Перемога  | 15–9  | Січ 2014 | Ізраїль F1, Ейлат                     | Ф'ючерс      | Тверде     | Льюїс Бартон           | Шонігмат Шофайзієв Антон Зайцев         | 6–3, 6–4                     |
| Поразка   | 15–10 | Січ 2014 | Ізраїль F2, Ейлат                     | Ф'ючерс      | Тверде     | Льюїс Бартон           | Хуан Лянцзі Амір Вайнтрауб              | 3–6, 6–7(9–11)               |
| Перемога  | 16–10 | Січ 2014 | Ізраїль F3, Ейлат                     | Ф'ючерс      | Тверде     | Льюїс Бартон           | Клаудіо Грассі Амір Вайнтрауб           | 6–3, 7–5                     |
| Поразка   | 16–11 | Лют 2014 | Таїланд F1, Nonthaburi                | Ф'ючерс      | Тверде     | Льюїс Бартон           | Юїті Іто Кондо Хірокі                   | 6–3, 3–6, [8–10]             |
| Поразка   | 16–12 | Лют 2014 | Таїланд F2, Nonthaburi                | Ф'ючерс      | Тверде     | Льюїс Бартон           | Чон Хьон Нам Чі Сун                     | 4–6, 7–6(7–4), [7–10]        |
| Перемога  | 17–12 | Бер 2014 | Таїланд F3, Nonthaburi                | Ф'ючерс      | Тверде     | Льюїс Бартон           | Чон Хьон Nam Ji-sung                    | 6–3, 7–5                     |
| Перемога  | 18–12 | Бер 2014 | Велика Британія F8, Тіптон            | Ф'ючерс      | Тверде (i) | Льюїс Бартон           | Девід Райс Шон Торнлі                   | 4–6, 7–6(7–5), [10–6]        |
| Перемога  | 19–12 | Кві 2014 | Велика Британія F9, Борнмут           | Ф'ючерс      | Ґрунт      | Льюїс Бартон           | Джейк Імс Брайден Клейн                 | 6–1, 7–5                     |
| Перемога  | 20–12 | Тра 2014 | Велика Британія F10, Единбург         | Ф'ючерс      | Ґрунт      | Джонні О'Мара          | Маверік Бейнс Ґевін ван Пеперзіл        | 7–6(7–3), 6–1                |
| Перемога  | 21–12 | Тра 2014 | Велика Британія F11, Ньюкасл          | Ф'ючерс      | Ґрунт      | Джонні О'Мара          | Маверік Бейнс Ґевін ван Пеперзіл        | 7–6(10–8), 6–1               |
| Поразка   | 21–13 | Сер 2014 | Іспанія F24, Пособланко               | Ф'ючерс      | Тверде     | Льюїс Бартон           | Едвард Коррі Девід Райс                 | 4–6, 5–7                     |
| Поразка   | 0–1   | Лис 2014 | Шарлотсвілл, США                      | Челленджер   | Тверде (i) | Льюїс Бартон           | Трет Г'юї Фредерік Нільсен              | 6–3, 3–6, [2–10]             |
| Перемога  | 22–13 | Січ 2015 | Велика Британія F2, Сандерленд        | Ф'ючерс      | Тверде (i) | Льюїс Бартон           | Ісак Арвідссон Мікке Контінен           | 6–3, 6–2                     |
| Поразка   | 22–14 | Бер 2015 | Велика Британія F5, Шрусбері          | Ф'ючерс      | Тверде (i) | Шон Торнлі             | Люк Бембрідж Скотт Клейтон              | 6–7(3–7), 4–6                |
| Поразка   | 22–15 | Тра 2015 | Іспанія F11, Мостолес                 | Ф'ючерс      | Тверде     | Хосе Чека Кальво       | Хуан-Самуель Араусо Іван Арена-Гуальда  | 3–6, 7–5, [5–10]             |
| Перемога  | 23–15 | Тра 2015 | Єгипет F19, Шарм-еш-Шейх              | Ф'ючерс      | Тверде     | Денієл Сметгерст       | Карім-Мохамед Маамун Іссам Хайтам Тавіл | 6–4, 6–4                     |
| Перемога  | 24–15 | Тра 2015 | Єгипет F20, Шарм-еш-Шейх              | Ф'ючерс      | Тверде     | Денієл Сметгерст       | Карім Хоссам Issam Haitham Taweel       | 6–1, 6–3                     |
| Перемога  | 25–15 | Лип 2015 | Велика Британія F6, Фрінтон           | Ф'ючерс      | Трава      | Денієл Сметгерст       | Еван Гойт Бредлі Музлі                  | 6–4, 6–4                     |
| Поразка   | 25–16 | Вер 2015 | Швеція F4, Фалун                      | Ф'ючерс      | Тверде (i) | Джеймс Марсалек        | Девід О'Гейр Джо Солсбері               | 3–6, 5–7                     |
| Перемога  | 26–16 | Лис 2016 | Кувейт F3, Mishref                    | Ф'ючерс      | Тверде     | Даніель Альтмаєр       | Рой Сарут де Валк Ронан Жонкур          | 6–1, 6–1                     |
| Поразка   | 26–17 | Лют 2017 | Велика Британія F3, Шрюсбері          | Ф'ючерс      | Тверде (i) | Джек Моллой            | Скотт Клейтон Люк Джонсон               | 6–3, 4–6, [6–10]             |
| Перемога  | 27–17 | Сер 2017 | Португалія F17, Сінтра                | Ф'ючерс      | Тверде     | Едвард Коррі           | Янес Лоран Максім Чутакян               | 6–1, 6–4                     |
| Поразка   | 27–18 | Лют 2018 | Велика Британія F1, Глазго            | Ф'ючерс      | Тверде (i) | Ніл Поффлі             | Маттіас Гайм Якоб Зуде                  | 3–6, 7–6(7–5), [6–10]        |
| Перемога  | 28–18 | Лют 2018 | Велика Британія F3, Шрюсбері          | Ф'ючерс      | Тверде (i) | Скотт Клейтон          | Харрі Хеліовара Фредерік Нільсен        | 6–2, 7–5                     |
| Поразка   | 28–19 | Вер 2022 | Франція M25, Баньєр-де-Бігорр         | Світовий тур | Тверде     | Джейм Мак-Кінлей       | Йоріс де Лор Яннік Мертенс              | 6–7(3–7), 7–6(8–6), [6–10]   |
| Перемога  | 29–19 | Вер 2022 | Іспанія M25, Мадрид                   | Світовий тур | Ґрунт      | Скотт Данкан           | Лямін Уахаб Мохамед Назім Махлуф        | 6–1, 6–3                     |
| Поразка   | 29–20 | Жов 2022 | Франція M25, Невер                    | Світовий тур | Тверде (i) | Федеріко Агустін Гомес | Саша Гімар Ваєнбург Антуан Оан          | 7–6(12–10), 6–7(5–7), [7–10] |
| Перемога  | 30–20 | Жов 2022 | Франція M25, Сарргемін                | Світовий тур | Килим (i)  | Скотт Данкан           | Грегуар Жак Артур Букіє                 | 4–6, 6–3, [10–8]             |
| Перемога  | 31–20 | Лис 2022 | Франція M15, Віллер-ле-Нансі          | Світовий тур | Тверде (i) | Скотт Данкан           | Грегуар Жак Артур Букіє                 | 6–1, 2–0 ret.                |
| Перемога  | 32–20 | Січ 2023 | Велика Британія M25, Шеффілд          | Світовий тур | Тверде (i) | Скотт Данкан           | Корентен Деноллі Сімон Фройнд           | 6–3, 6–4                     |
| Перемога  | 33–20 | Лют 2023 | Велика Британія M25, Бат              | Світовий тур | Тверде (i) | Скотт Данкан           | Бен Джонс Денієл Літтл                  | 6–3, 6–4                     |
| Поразка   | 33–21 | Бер 2023 | Канада M25, Монреаль                  | Світовий тур | Тверде (i) | Скотт Данкан           | Хуан Карлос Аґілар Джо Тайлер           | 4–6, 7–5, [9–11]             |
| Перемога  | 34–21 | Кві 2023 | Велика Британія M25, Ноттінгем        | Світовий тур | Тверде     | Нейл Оберляйтнер       | Ауґуст Гольмґрен Йоганнес Інґільдсен    | 7–6(7–1), 6–3                |
| Перемога  | 35–21 | Тра 2023 | Велика Британія M25, Ноттінгем        | Світовий тур | Тверде     | Скотт Данкан           | Джайлз Гассі Бен Джонст                 | 6–3, 6–2                     |

## Перемоги над гравцями першої 10-ки

### Парний розряд
| #    | Партнер    | Суперники                | Рейтинг | Турнір                                        | Покриття | Р-д | Рахунок                      | Willis Рейтинг |
| ---- | ---------- | ------------------------ | ------- | --------------------------------------------- | -------- | --- | ---------------------------- | -------------- |
| 2017 |            |                          |         |                                               |          |     |                              |                |
| 1.   | Джей Кларк | Ніколя Маю П'єр-Юг Ербер | 4 7     | Вімблдонський турнір, Лондон, Велика Британія | Трава    | 2р  | 3–6, 6–1, 7–6(7–3), 5–7, 6–3 | 708            |

## Зустрічі з гравцями першої 10-ки
Матчі Вілліса з гравцями, що перебували в першій 10-ці рейтингу.
| Гравець         | MP | Рахунок | % перемог | Тверде | Ґрунт | Трава | Останній матч                                   |
| --------------- | -- | ------- | --------- | ------ | ----- | ----- | ----------------------------------------------- |
| 1-ші в рейтингу |    |         |           |        |       |       |                                                 |
| Данило Медведєв | 1  | 1–0     | 100%      | –      | –     | 1–0   | Перемога (3–6, 7–5, 6–3, 6–4) на Вімблдоні 2016 |
| Роджер Федерер  | 1  | 0–1     | 0%        | –      | –     | 0–1   | Поразка (0–6, 3–6, 4–6) на Вімблдоні 2016       |
| 5-ті в рейтингу |    |         |           |        |       |       |                                                 |
| Андрій Рубльов  | 1  | 1–0     | 100%      | –      | –     | 1–0   | Перемога (7–5, 6–4) на Вімблдоні 2016           |
| Всього          | 3  | 2–1     | 67%       | 0–0    | 0–0   | 2–1   | Статистика правильна станом на 17 червня 2022   |